# حمدان الشمرانی
حمدان الشمرانی (عربی: حمدان الشمراني؛ زادهٔ ۱۴ دسامبر ۱۹۹۶) بازیکن فوتبال اهل عربستان سعودی است.
از باشگاه‌هایی که در آن بازی کرده‌است می‌توان به باشگاه الفیصلی اشاره کرد.
وی همچنین در تیم ملی فوتبال عربستان سعودی بازی کرده‌است.